# Саренпут I
Са-ренпут I или Сиренповет I (егип. Sȝ-rnpwt) — князь Элефантины и номарх («великий предводитель») I верхнеегипетского нома (септа) Та-сети в период правления царя Сенусерта I (XX век до н. э.). «Князь Абу, великий предводитель нома Та-сети, распорядитель жрецов Сатет и Хнума, начальник над печатями, начальник тайн царя в войсках, начальник всех внешних областей, наследный князь, номарх, визирь царя Нижнего Египта, друг единственный».

## Политическая биография
Единственными источниками, из которых нам известно о биографии Саренпута I, являются биографические тексты на стенах его гробницы в некрополе Куббет эль-Хава и на стенах в святилище Хекаиба в Элефантине.
Саренпут занял должность номарха и управлял номом Та-сети в правление царя Сенусерта I (около 1971 — 1926 гг. до н. э.).
Занимая должность номарха самого южного египетского нома, Саренпут I играл существенную роль в делах, касающихся Нубии. Во время своего похода в Куш царь Сенусерт I остановился в Элефантине и несколько дней делал Саренпуту I подношения различных продуктов, при этом, как упоминает Саренпут в своей элефантинской надписи, царь послал его «разгромить страну Куш», что свидетельствует об активном участии номарха Та-сети в завоевании Нубии Сенусертом I. 
Сам Саренпут следующим образом повествует о начале похода в Куш: «(Когда) поплыл его величество, чтобы повергнуть Куш презренный, повелел его величество принести (мне) крупный рогатый скот (егип. iw3), запеченного (?) за все то, что было сделано в [Элефан]тине... (и) блюдо, полное различных вкусных вещей, (в том числе) с пятью жареными гусями на нем. Четыре человека (пусть) принесут (это) ему». Не вполне понятно для чего царь делал Саренпуту столь богатые подношения продуктов питания: по одной версии, номарх должен был пожертвовать эти дары от имени Сенусерта местным богам, чтобы обеспечить победу в предстоящем военном походе, поскольку именно Саренпут был главой жрецов-пророков Сатет — главного божества Элефантины. Другая версия исходит из того, что поскольку ном Та-сети был самой дальней окраиной Египта, его номарх пользовался достаточной самостоятельностью в управлении номом и при этом обладал внушительными богатствами в виде запасов слоновой кости, золота и меди, что могло привести к росту у Саренпута I сепаратистских настроений. Исходя из этого, царь пытался своими подношениями обеспечить лояльность и активное содействие Саренпута во время будущего похода в Куш.
Эпитеты и титулы, которые применяет к себе Саренпут в своих надписях — «Начальник всякой дани (у) врат чужеземных стран», «Опечатывающий все добро Куша царской печатью (?); он докладывает о приношениях маджаев, о дани владык чужеземных стран», снабжает «сокровищницу благодаря поселениям в Та-сети» — указывают на его полномочия по контролю поступления нубийской дани и направления её в царскую казну. Таким образом, Саренпут I контролировал всё, что было получено в Нубии от торговли, сбора дани и периодического грабежа.
Саренпут I кроме того занимал должность «начальника отрядов чужеземцев», а также осуществлял надзор за регулярным движением судов в области первого нильского порога, о чём свидетельствует один из его титулов — «Великий начальник судов» (егип. imj-r dpwt wr). Саренпут приписывает себе определённые достижения в установлении законности и правопорядка в номе Та-сети, в одной из надписей он утверждает: «Я восстановил законы старых времён, за что мне было позволено достичь небес в одно мгновение».
Саренпут отремонтировал место поклонения обожествлённого номарха Хекаиба I в его святилище в Элефантине и построил в этом храме также место поклонения себе самому, где установил две свои статуи (фрагменты одной из них сейчас хранятся в Асуанском музее под № 1319).

## Титулатура
Номарх Саренпут I традиционно совмещал в одном лице высшие гражданские, военные и религиозные должности в своём номе, нося соответствующий набор титулов. Исследования текстов на стенах его гробницы в некрополе Куббет эль-Хава и в святилище Хекаиба в Элефантине выявило 18 различных титулов и эпитетов, которыми величал себя Саренпут I, 8 из которых известны только из надписей этого номарха:
- «Князь Абу» (егип. ḥqȝ n Ȝbw)
- «Служитель Нехена в доме Сатет» (егип. r(ȝ) Nḫn m pr St(y)t)
- «Начальник над печатями» (егип. ḥry ḏbʿwt)
- «Начальник всякой дани-gȝwt (у) врат чужеземных стран, как украшения царя (егип. jmy-r gȝwt nb(w)t r-ʿȝ ḫȝswt m ẖkr-nswt), и тот, кому докладывают о продукции-jnw страны маджаев, как о дани-bȝkw владык чужеземных стран»
- «Верховный начальник судов в pr-nswt» (егип. jmy-r ʿḥʿw wr m pr-nswt)
- «Нехеби в pr-nsr» (егип. nḫby m pr-nsr)
- «Начальник тайн царя в войсках» (егип. ḥry sštȝ n nswt m mšʿ)
- «Предводитель служителей kȝ (?)» (егип. ḥry-[tp] ḥmw-kȝ(?))[10][11][12].

Ещё три титула Саренпута, хотя и использовались не только им, известны только среди чиновников нома Та-сети:
- «Великий предводитель нома Та-сети» (егип. ḥry-tp ʿȝ n Tȝ-Sty)
- «Распорядитель жрецов (пророков) Сатет, госпожи Абу» (егип. jmy-r ḥmw-nṯr n Stt nbt Ȝbw)
- «Распорядитель жрецов (пророков) Хнума, повелителя порога» (егип.  jmy-r ḥmw-nṯr n H̱nmw nb Qbḥw)[13][14][15].

Кроме того, Саренпут носил титулы «начальник нубийских помощников, начальник всех внешних областей», «наследный князь, номарх, визирь царя Нижнего Египта, друг единственный», «глава над Нехеном в доме Сатет», «начальник городов (или портов) нома Та-сети».

## Происхождение и семья
Родителями номарха Саренпута I были Хапи и Сат-сенеи (I), вероятно, оба незнатного происхождения. Супругу Саренпута также звали Сат-сенеи (II), что очевидно связано с культом Сатет — главной богини нома Та-сети. Все трое (или двое) сыновей Саренпута носили имя Хекаиб, что очевидно связано с другим местным культом — почитанием номарха Пиопинахта Хекаиба, обожествлённого после смерти. У Саренпута было также две дочери, одну из которых звали Сат-сенеи (III), другую — Сатетхетеп («Сатет умиротворена»). Считается, что Сатетхетеп стала женой Хема, занявшего должность номарха Та-сети вскоре после смерти Саренпута I. В этом браке родился будущий номарх Саренпут II.

## Гробница

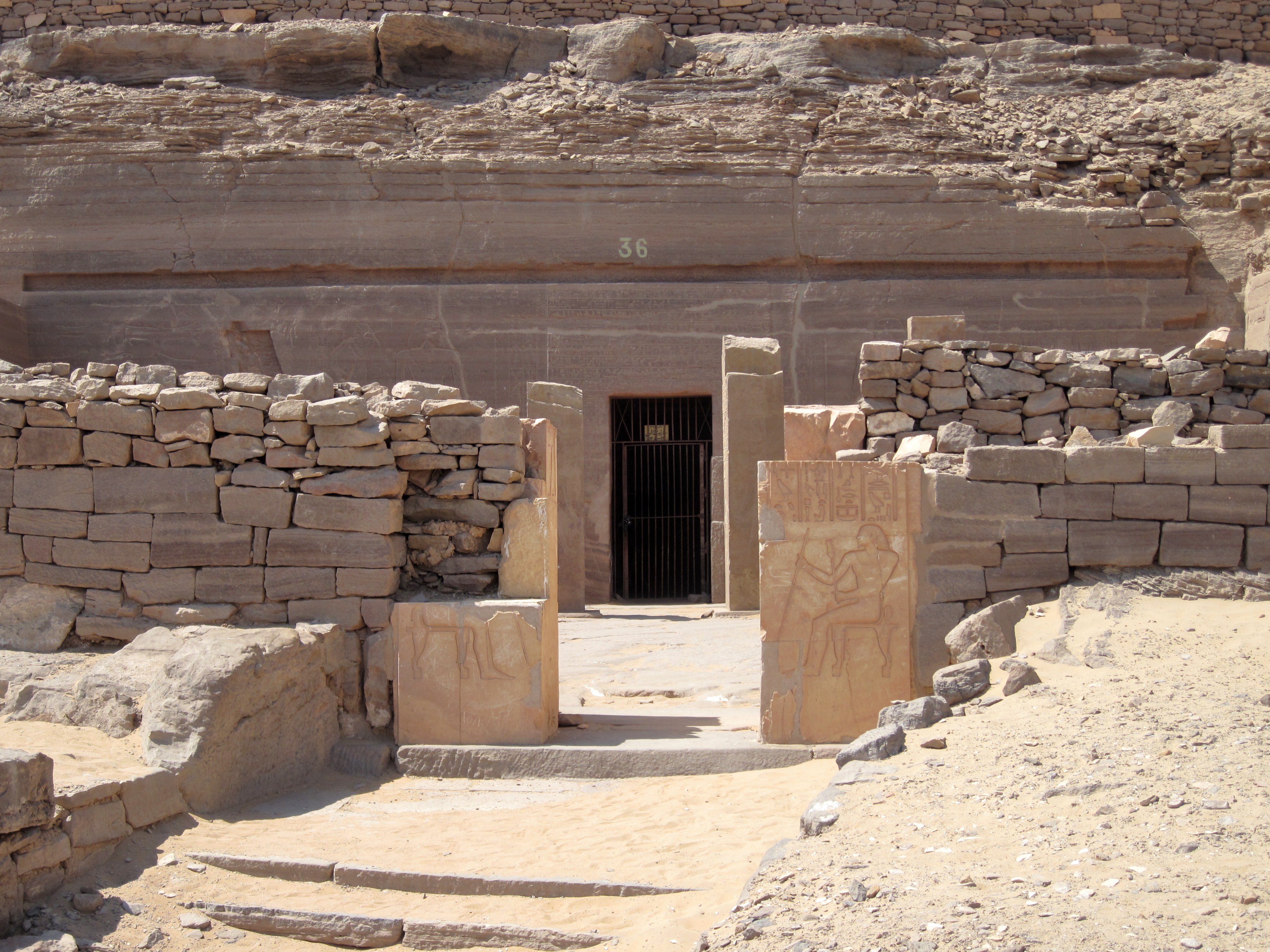
Вход в гробницу № 36 в Куббет эль-Хава

Гробница Саренпута I вырублена в песчанике в центре скального некрополя Куббет эль-Хава («Купол ветров») на берегу Нила недалеко от Асуана. При обнаружении гробницы ей был присвоен номер 36. От подножия скального массива к гробнице ведёт длинная крутая лестница, заканчивающаяся узким входом. Перед гробницей был устроен открытый двор, частично вытесанный в скале и огороженный стеной. Фасад и боковые стены двора богато украшены высеченными в камне надписями, перечисляющими основные титулы номарха, и рельефными изображениями, в которых преобладает фигура Саренпута, запечатлённого во время различных повседневных занятий (охота в зарослях папируса, отдых в кругу семьи и др.). На стене у входа в гробницу Саренпут I повелел изобразить своих любимых собак: стройную молодую борзую и старую собаку с обвислыми сосцами. 
Вход внутрь гробницы находится посреди западной стены двора. Короткий и узкий проход ведёт в прямоугольный зал, потолок которого покоится на шести, установленных в два ряда, квадратных колоннах. Стены зала расписаны картинами, существенно повреждёнными от времени, изображающими Саренпута I во время рыбной ловли в зарослях папируса, во время охоты, а также во время плавания номарха по Нилу (как по течению, так и против). Другие картины повествуют о повседневных занятиях подданных номарха, например, о том как слуги стирают бельё на берегах Нила, как выжимают его и затем сушат, или как мясники забивают приведённый скот. Посреди западной стены зала находится вход в длинный коридор, ведущий в культовое святилище Саренпута. В стенах коридора вытесаны неглубокие ниши, в которых были установлены статуи Саренпута в образе бога Осириса. Потолок святилища поддерживают четыре квадратные колонны. В западной стене святилища было вытесана глубокая ниша, представлявшая собой главное жертвенное место усопшего номарха. 
В гробнице обнаружена пространная биографическая надпись Саренпута I, причём в двух практически идентичных версиях: одна высечена на фасаде усыпальницы, вторая нарисована северо-западной внутренней стене первого зала. Нарисованный вариант надписи со временем существенно пострадал, поэтому её содержание здесь восстанавливается исходя их содержания варианта надписи, высеченного на лицевой стороне гробницы. На шести колоннах, расположенных перед входом в собственно гробницу, также находится серия надписей.
Гробница Саренпута I в Куббет эль-Хава была полностью разграблена ещё в древности. Гробница была впервые подробно исследована в 1886—1887 годах Ф. Гренфеллом, который первым опубликовал её подробное описание.
|  |  |  |  |  |  |  |
|  |  |  |  |  |  |  |